# Crvenka fabrika šećera
Crvenka fabrika šećera (code BELEX : CRFS) est une entreprise serbe qui a son siège social à Crvenka, dans la province de Voïvodine. Elle travaille dans le domaine de l'agroalimentaire et plus particulièrement dans l'industrie sucrière.

## Histoire
La sucrerie Crvenka a été créée en 1911 sous la forme d'une société par actions anglo-hongroise. Elle portait le nom de Fabriksleitung der Cervenkaer Zuckerfabrik. À cette époque, Crvenka, située dans l'actuelle province de Voïvodine, faisait encore partie de l'empire d'Autriche-Hongrie et l'implantation de l'usine dans la ville fut obtenue grâce à l'intervention de Ladislav Lelbach, un riche propriétaire terrien originaire de Crvenka et député au Parlement de Hongrie.
Après la Seconde Guerre mondiale, avec l'installation du nouveau régime communiste, la sucrerie fut nationalisée et placée sous administration judiciaire. En 1950, la direction de l'entreprise fut confiée à ses ouvriers, qui prenaient les décisions importantes par l'intermédiaire de leurs syndicats, l'État restant propriétaire de l'usine.
En 1991, Crvenka fut transformée en société d'économie mixte et, en 1994, elle fut privatisée. Le capital de l'entreprise reste, pour l'essentiel, entre les mains des employés ou des retraités de l'usine.
Crvenka fabrika šećera a été admise au libre marché de la Bourse de Belgrade le 29 août 2005.

## Activités
Crvenka fabrika šećera produit du sucre à partir de betteraves, sous des formes diverses, en cristaux, en poudre ou en morceaux.

## Données boursières
Le 29 mars 2013, l'action de Crvenka fabrika šećera valait 8 471 RSD (75,86 EUR). Elle a connu son cours le plus élevé, soit 19 000 RSD (170,16 EUR), le 7 juin 2007 et son cours le plus bas, soit 2 300 RSD (20,59 EUR), le 6 mai 2009.
Le capital de Crvenka fabrika šećera est détenu à hauteur de 99,23 % par des entités juridiques, dont 80,82 % par Hellenic Sugar Industry S.A.